# Associazione Sportiva Cisco Calcio Roma 2005-2006
Questa voce raccoglie le informazioni riguardanti l'A.S. Cisco Calcio Roma nelle competizioni ufficiali della stagione 2005-2006.